# Camerata Florentina
La Camerata Florentina (Camerata Bardi, en italiano: Camerata Fiorentina o la Camerata de' Bardi) fue un grupo de humanistas, músicos, poetas e intelectuales de Florencia de finales del Renacimiento que estaban unidos bajo el patrocinio del conde Giovanni de' Bardi para discutir y guiar las tendencias en las artes, especialmente en la música y el drama. Se reunieron principalmente entre cerca de 1573 (la primera que se tiene noticia fue el 14 de enero) hasta fines de los años 80, en casa de Bardi, y sus reuniones tenían la reputación de tener a los hombres más famosos de Florencia como huéspedes frecuentes. Los miembros conocidos del grupo además de Bardi incluyeron a Jacopo Peri, Jacopo Corsi, Ottavio Rinuccini, Giulio Caccini, Pietro Strozzi, Emilio de' Cavalieri y Vincenzo Galilei (padre del astrónomo Galileo Galilei).
El motivo de su asociación fue la creencia de que la música se había corrompido, y de que mediante el retorno a las formas y el estilo de la Grecia Antigua, el arte de la música podría ser mejorado, y así la sociedad también mejoraría. Estuvieron influenciados por Girolamo Mei, el primer erudito de su tiempo en la Grecia Antigua, que sostenía - entre otras cosas - que la tragedia griega había sido más predominantemente cantada que hablada. Si bien él estaba equivocado, el resultado fue la efervescencia de la actividad musical totalmente diferente a cualquier cosa por entonces, sobre todo por la tentativa de recuperar los métodos antiguos.
Las críticas acerca de la música contemporánea que hizo la Camerata se centraron en el uso excesivo de la polifonía, la cual perjudicaba la inteligibilidad del texto cantado. Paradójicamente, esta fue la misma crítica dada por el Concilio de Trento unas décadas antes, aunque los puntos de vista de ambas no podría ser más diferente. Cautivada por las descripciones antiguas del efecto emocional y moral de la tragedia y de la comedia griega antigua, que presumían debía haber sido cantado como una sola línea con un acompañamiento instrumental simple, la Camerata propuso crear una nueva clase de música. 
En 1582, Vincenzo Galilei había realizado una musicalización, compuesta por él mismo, del Lamento de Ugolino del Infierno de Dante; era una imitación franca de lo que él creyó que podía ser la música de la Antigua Grecia. Caccini también es conocido por haber interpretado varias de sus propias canciones que fueron cantadas más o menos melódicamente sobre un acompañamiento sencillo de acordes. El estilo musical que se desarrolló a partir de estos tempranos experimentos fue llamado monodia; se convirtió, hacia los años 1590, gracias a las obras de compositores como Jacopo Peri, trabajando conjuntamente con el poeta Ottavio Rinuccini, en un vehículo capaz de una amplia expresión dramática. En 1598, Peri y Rinuccini produjeron Euridice, un drama entero cantado en estilo monódico: era la primera creación de una forma nueva llamada ópera. Otros compositores los siguieron rápidamente, y por la primera década del siglo XVII el nuevo "drama en música" era compuesto, escenificado y diseminado ampliamente. Debe observarse que la nueva forma de ópera también tomó prestado de una forma poética pastoral existente llamada intermedio, especialmente en los libretos: fue el estilo musical lo que era principalmente nuevo. 
De todas las revoluciones en la historia de la música, ésta fue quizás la más cuidadosamente premeditada: es uno de los pocos ejemplos en música, antes del siglo XX, de la práctica que precede a la teoría. Bardi y Galilei dejaron textos que exponían sus ideas. Bardi escribió el Discorso (1578), una larga carta a Giulio Caccini, y Galilei publicó el Dialogo della música antica et della moderna (1581-1582).